# Орток (Сузакский район)
Орток (кирг. Орток) — село в Сузакском районе Джалал-Абадской области Кыргызстана. Входит в состав Кара-Алминского аильного округа.
Находится на юго-западе области вблизи границы с Ошской областью Кыргызстана и Андижанской областью Узбекистана.

## Население
По состоянию на 2022 год население села составляет 814 жителей, в том числе 432 мужчины и 382 женщины. По данным переписи 2009 года, в селе проживало 1119 человек.